# Centrothele cardell
Centrothele cardell is een spinnensoort uit de familie Lamponidae. De soort komt voor in Queensland (Australië).